# Пуентедеуме
Понтедеуме (гал. Pontedeume, ісп. Puentedeume) — муніципалітет в Іспанії, у складі автономної спільноти Галісія, у провінції Ла-Корунья. Населення — 8457 осіб (2009).
Муніципалітет розташований на відстані близько 499 км на північний захід від Мадрида, 17 км на схід від Ла-Коруньї.

## Демографія
Динаміка населення (INE ):

## Персоналії
- Антоніо Барраган (* 1987) — іспанський футболіст, захисник англійського клубу «Міддлсбро».

## Галерея зображень

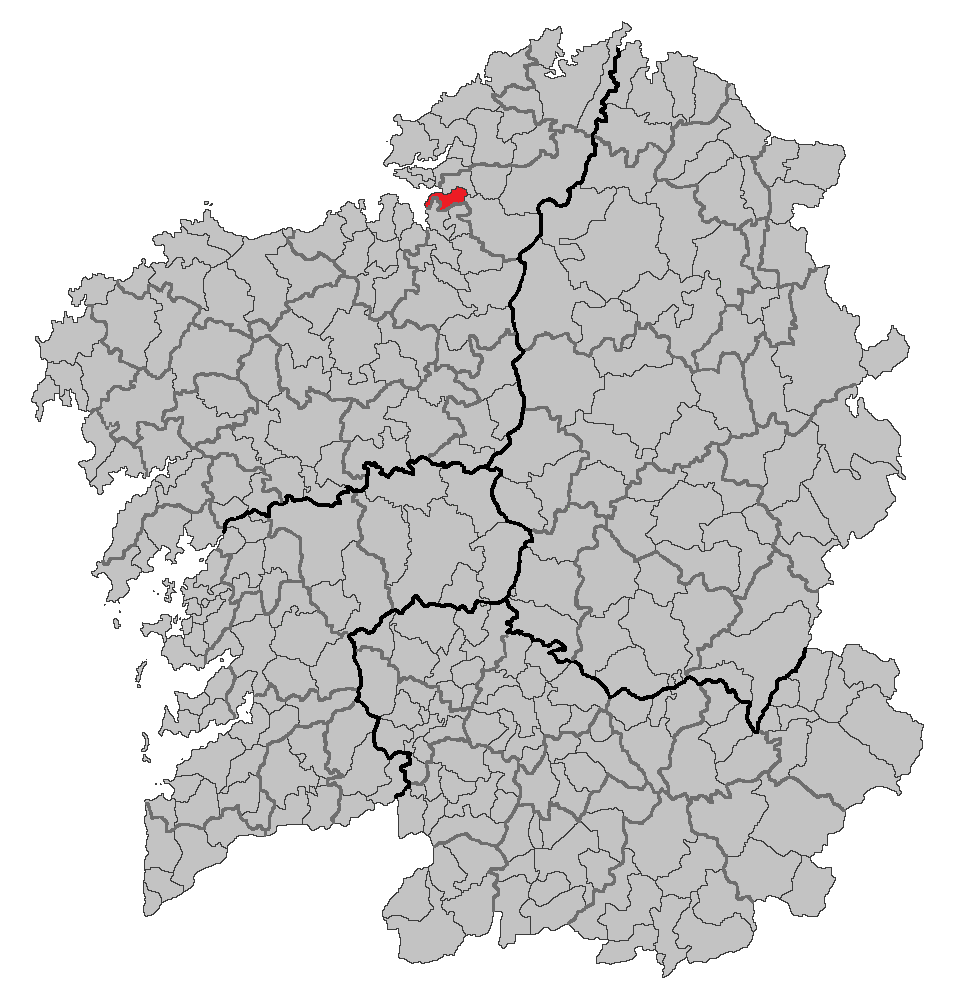
Розташування муніципалітету
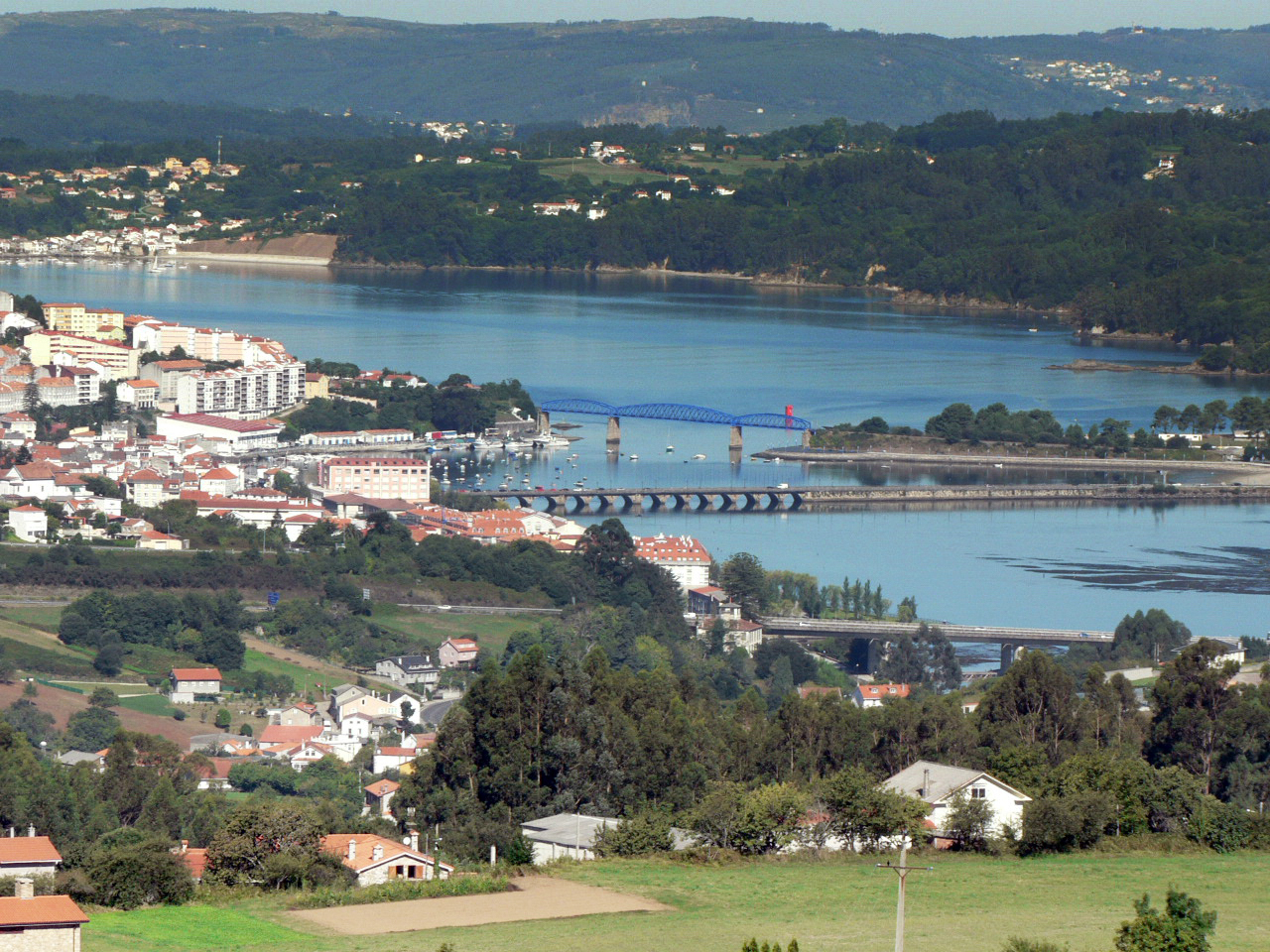
Понтедеуме